# 市道177號
市道177號（蔦松－二行）是位於臺灣臺南市的一條市道級公路，北起臺南市永康區蔦松，南至臺南市仁德區二行與保安，全長共計15.559公里。

## 支線

### 甲線
市道177甲線（大灣－歸仁）位於臺灣臺南市，西北起永康區大灣銜接市道177號主線；東南至歸仁區歸仁市區銜接市道182號。全長共計7.804公里。

## 歷史沿革
主線
縣道177線原為麻豆－赤崁，北起臺南縣麻豆鎮麻豆市區，南至高雄縣梓官鄉赤崁，全長59.8公里。
臺南縣
- 麻豆鎮：麻豆0.0k（縣道171號叉路）→民權路→麻善大橋
- 善化鎮：善化7.4kk（與縣道178號共線起點）→善化8.0kk（與縣道178號共線終點）
- 新市鄉：新市15.3k（台1線叉路）
- 新化區：新化19.2k（台20線叉路）
- 關廟鄉：關廟28.3k（與縣道182號共線起點）→關廟28.4k（與縣道182號共線終點）→南高縣界38.5k

高雄縣
- 阿蓮鄉：阿蓮39.9k（縣道184號叉路）
- 岡山鎮：岡山50.5（台1線叉路）
- 梓官鄉：梓官56.2k（高30線叉路）→大舍甲58.0k（台17線叉路）→赤崁59.8k（終點，高23線叉路）

原有一支線縣道177甲線 蔦松－歸仁。後縣道177號與縣道173號之鹽水至麻豆段整編為台19甲線，原支線縣道177甲線 蔦松－歸仁改編為縣道177號。
2013年全線改制為市道177號。
2018年10月25日，中華民國交通部公告調整臺南市轄內市、區道公路路線 ：
- 原市道177號0k-2.690k路段調整，起點調整至台1線與永大路口，路線往南沿永大路至永明街口銜接原市道177號（里程0k-1.952k，本路段短鍊0.738公里）。原行經永康市區路段解編後改為市區道路，移由臺南市永康區公所接養。
- 原市道177號3.911k-11.715k路段調整，自公園路以南路段，路線改經永大路、中正路，於中正路與土庫路口處，繼續沿原區道南147線往南至仁德二行銜接台1線止（里程3K.911k〜16.297k，本路段長鍊4.582公里）。原路段改編為新市道177甲線，仍由臺南市政府管養。
- 路線調整後，新路線名稱為蔦松－二行（原路線名稱為蔦松－歸仁），原總里程為11.715公里，調整後總里程為15.559公里（長鍊3.844公里）

甲線
該公路編號首次出現於1961年實施之第一次公路普查，稱「鄉道177甲線」，北起臺南縣永康鄉蔦松，南至臺南縣歸仁鄉歸仁，全長共計11.603公里。此後兩次公路普查（分別為1976年與1983年）僅調整里程（1976年調整為11.594公里；1983年調整為11.567公里）而無變動路線。
1998年，隨著原鄉道177號升編為台19甲線，鄉道177甲線因改編為鄉道177號而解編。
2018年10月25日交通部公告，原市道177號大灣至歸仁路段改編為市道177甲線，路線名稱為「大灣－歸仁」，全長共計7.804公里。

## 行經行政區域
主線
全線均位於臺南市境內。
| 永康區 | 蔦松              | 0.000                        | 台1線        | 公路起點        |  |
| 永康區 | － 跨越縱貫線南段 |                              |              |                 |  |
| 永康區 | 秀角              | －                           | （地區道路） |                 |  |
| 永康區 | 永康市區          | 1.600                        | 台20線       |                 |  |
| 永康區 | 蜈蜞潭            | －                           | （地區道路） |                 |  |
| 永康區 | 大灣              | 3.911                        | 市道177甲線  | 市道177甲線起點 |  |
| 永康區 | 大灣              | 4.800                        | 市道180甲線  |                 |  |
| 永康區 | 大灣              | 5.100                        | 市道180號    |                 |  |
| －     |                   |                              |              |                 |  |
| 仁德區 | 太子廟            | －                           | 南148線      |                 |  |
| 仁德區 | －                |                              |              |                 |  |
| 仁德區 | 一甲              | －                           | （地區道路） |                 |  |
| 仁德區 | 仁德市區          | 8.400                        | 市道182號    |                 |  |
| 仁德區 | 崙仔尾            | －                           | 南154線      | 南154線起點     |  |
| 仁德區 | 北保              | －                           | （地區道路） |                 |  |
| 仁德區 | 三塊厝            | －                           | 南156線      | 南156線起點     |  |
| 仁德區 | 凹仔              | －                           | 南155線      |                 |  |
| 仁德區 | 鳥松腳            | －                           | （地區道路） |                 |  |
| 仁德區 | 三甲              | －                           | （地區道路） |                 |  |
| 仁德區 | 三甲              | －                           |              |                 |  |
| 仁德區 | 三甲              | －                           | 南151線      | 南151線終點     |  |
| 仁德區 | 保安              | －                           | （地區道路） |                 |  |
| 仁德區 | 保安              | －                           |              |                 |  |
| 仁德區 | 保安              | － 平交道 平面交會縱貫線南段 |              |                 |  |
| 仁德區 | 保安              | －                           | 南352線      |                 |  |
| 仁德區 | 保安              | －                           |              |                 |  |
| 仁德區 | 保安              | －                           | （地區道路） |                 |  |
| 仁德區 | 保安              | 15.559                       | 台1線        | 公路終點        |  |
| 仁德區 | 二行              | 15.559                       | 台1線        | （同上）        |  |
|        |                   |                              |              |                 |  |

甲線
全線均位於臺南市境內。
| 鄉鎮 市區 | 地點     | 里程 （km） | 交會道路            | 備註                 |  |
| --------- | -------- | ----------- | ------------------- | -------------------- |  |
| 永康區    | 大灣     | 0.000       | 市道177號           | 公路起點             |  |
| 永康區    | 大灣     | 0.900       | 市道180甲線         |                      |  |
| 永康區    | 大灣     | 1.500       | 市道180號           |                      |  |
| 歸仁區    | 大學     | －          | 南148-1線           |                      |  |
| 歸仁區    | 大人廟   | 2.800       | 台39線              |                      |  |
| 歸仁區    | 西埔     | －          | 南148-1線           | 南148-1線終點        |  |
| 歸仁區    | 媽祖廟   | －          | 南150線             | 南150線起點          |  |
| 歸仁區    | 媽祖廟   | 4.900       | 南148線             |                      |  |
| 歸仁區    | 七甲     | －          | （地區道路）        |                      |  |
| 歸仁區    | 八甲     | －          | 南351線             | 南351線起點          |  |
| 歸仁區    | 歸仁市區 | 7.804       | 市道182號 · 南157線 | 公路終點 南157線起點 |  |
|           |          |             |                     |                      |  |

## 沿線路名
| 主線 - 永大路 - 中正路 | 甲線 - 大安街 - 民族路 - 保大路 - 中正北路 - 忠孝北路 |

## 沿線設施
| 主線 - 臺南市仁德區公所 - 臺南市仁德區仁德國民小學 - 臺南市仁德區德南國民小學 - 保安工業區 - 仁德車站（縱貫線南段） - 臺南市仁德區文賢國民小學 - 臺南市立文賢國民中學 - 嘉南藥理大學 | 甲線 - 臺南市永康區大灣國民小學 - 臺南市立大灣高級中學 - 臺南市歸仁區保西國民小學 - 國立新豐高級中學 |